# Attila Adrovicz
Attila Adrovicz (Budapest, 8 de abril de 1966) es un deportista húngaro que compitió en piragüismo en la modalidad de aguas tranquilas.
Participó en los Juegos Olímpicos de Atlanta 1996, obteniendo una medalla de plata en la prueba de K4 1000 m. Ganó cuatro medallas en el Campeonato Mundial de Piragüismo entre los años 1986 y 1994.

## Palmarés internacional
| Juegos Olímpicos   | Juegos Olímpicos          | Juegos Olímpicos  | Juegos Olímpicos |
| Año                | Lugar                     | Medalla           | Evento           |
| ------------------ | ------------------------- | ----------------- | ---------------- |
| 1996               | Atlanta (Estados Unidos)  | Medalla de plata  | K4 1000 m        |
| Campeonato Mundial |                           |                   |                  |
| Año                | Lugar                     | Medalla           | Evento           |
| 1986               | Montreal (Canadá)         | Medalla de plata  | K2 500 m         |
| 1989               | Plovdiv (Bulgaria)        | Medalla de bronce | K2 1000 m        |
| 1991               | París (Francia)           | Medalla de plata  | K4 500 m         |
| 1994               | Ciudad de México (México) | Medalla de plata  | K2 500 m         |